# Sandy Beach (McDonald Island)
Der Sandy Beach (englisch für Sandiger Strand) war ein 200 m langer Strand auf McDonald Island im südlichen Indischen Ozean. Er lag nördlich des Pebble Beach und war landeinwärts von hohen Kliffs gesäumt. Der Strand verschwand durch einen Vulkanausbruch auf McDonald Island im Jahr 2003.
Australische Wissenschaftler gaben ihm seinen deskriptiven Namen.